# Jason Jung
Jason Jung (Torrance, 15 giugno 1989) è un tennista statunitense naturalizzato taiwanese.

## Carriera
I suoi migliori ranking ATP sono stati il 114º in singolare nel luglio 2018 e il 185º in doppio nel settembre 2016. Gioca in prevalenza nei circuiti Challenger e ITF, nei quali ha vinto diversi tornei sia in singolare che in doppio. Il suo miglior risultato nel circuito maggiore è stata la semifinale in singolare raggiunta al New York Open 2020. Ha fatto il suo esordio nella squadra di Taipei Cinese di Coppa Davis nel 2017.

## Tornei minori

### Singolare

#### Vittorie (7)
| Legenda tornei minori |
| Challenger (4)        |
| Futures (3)           |

| N. | Data              | Torneo                                              | Superficie  | Avversario in finale  | Punteggio        |
| 1. | 7 agosto 2016     | Chengdu Challenger, Chengdu                         | Cemento     | Rubén Ramírez Hidalgo | 6–4, 6–2         |
| 2. | 10 settembre 2017 | International Challenger Zhangjiagang, Zhangjiagang | Cemento     | Zhang Ze              | 6–4, 2–6, 6–4    |
| 3. | 11 febbraio 2018  | Kunal Patel San Francisco Open, San Francisco       | Cemento (i) | Dominik Koepfer       | 6–4, 2–6, 7–6(5) |
| 4. | 19 maggio 2019    | Gwangju Open, Gwangju                               | Cemento     | Dudi Sela             | 6–4, 6–2         |

### Doppio

#### Vittorie (9)
| Legenda tornei minori |
| Challenger (2)        |
| Futures (7)           |

| N. | Data            | Torneo                                | Superficie | Compagno       | Avversari in finale        | Punteggio        |
| 1. | 30 gennaio 2016 | Tennis Championships of Maui, Lahaina | Cemento    | Dennis Novikov | Alex Bolt Frank Moser      | 6–3, 4–6, [10–8] |
| 2. | 21 maggio 2016  | Bangkok Challenger, Bangkok           | Cemento    | Chen Ti        | Dean O'Brien Ruan Roelofse | 6–4, 3–6, [10–8] |